# Christian Helwich

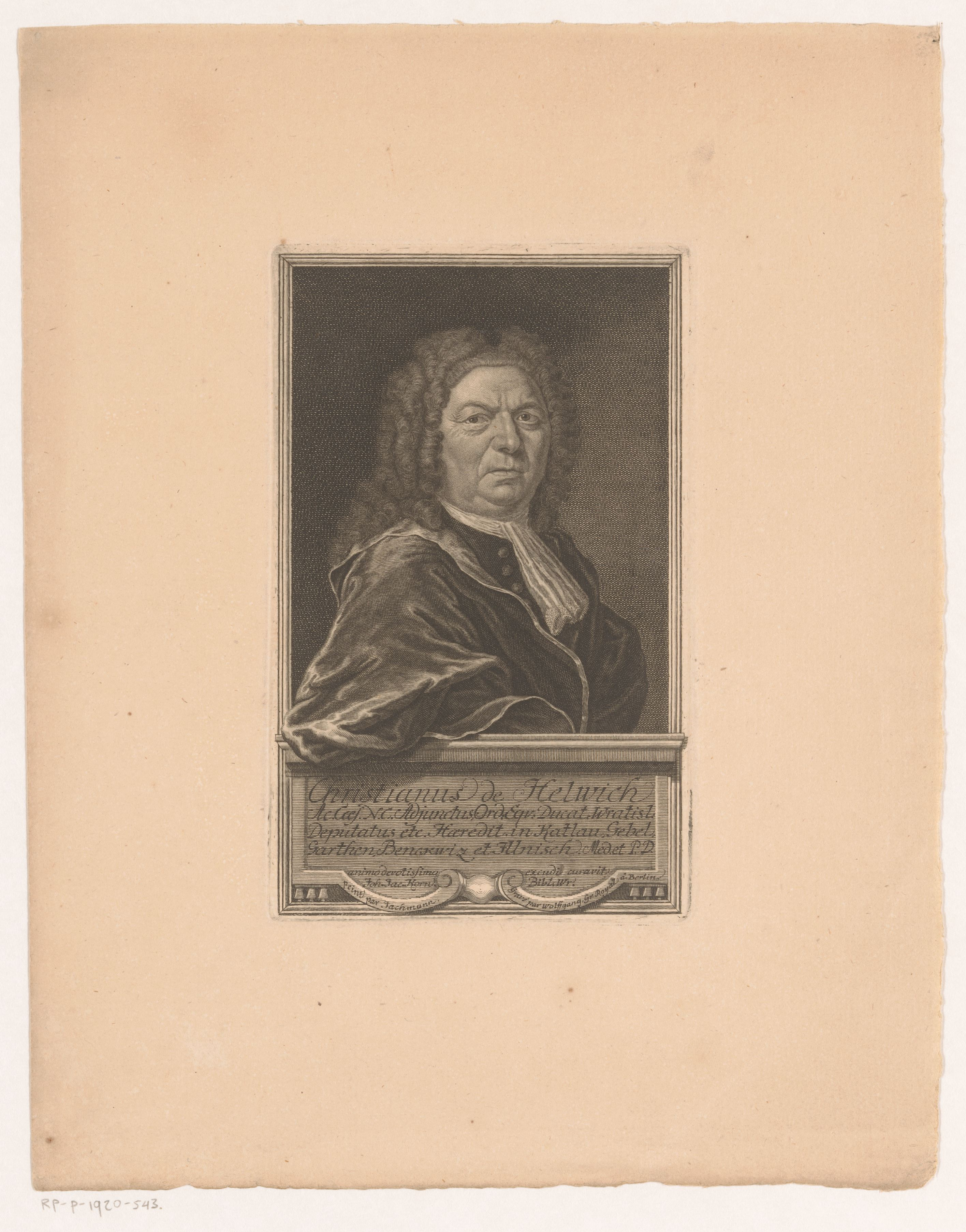
Christian Helwich

Christian Helwich, auch Christian von Helwich (* 6. Januar 1666 in Domeran/Preußen; † 20. September 1740 in Breslau, Fürstentum Breslau) war Stadtarzt in Breslau, christlicher Schriftsteller und Mitglied der Gelehrtenakademie Leopoldina.
Christian von Helwich promovierte an der Universität Königsberg zum Doktor der Medizin. Er war Rat und Leibarzt mehrerer Herzöge in Schlesien, bevor er Stadtarzt in Breslau wurde. Er betätigte sich auch als theologischer Schriftsteller und Dichter. Er war ein Schwiegersohn von Johann Philipp Pfeiffer. Mit ihm und seiner Familie konvertierte er 1694 in Heilsberg zur katholischen Kirche. Seine Tochter war Catharina Dorothea Helwich.
Am 25. Juni 1695 wurde Christian von Helwich mit dem Beinamen EMPEDOKLES I. als Mitglied (Matrikel-Nr. 215) in die Sacri Romani Imperii Academia Caesareo-Leopoldina Naturae Curiosorum aufgenommen.

## Publikationen
- mit Düring, Christian: Exercitatio Historica Prior De Vita S. Martyris Adalberti, Hungarorum Prussorumq[ue] Apostoli, 1693. Digitalisat
- mit Hellwich, Heinrich Christoph: Exercitatio Academica, Qua Aphorismus Politicus, Salus Populi Suprema Lex, Explicatur & Vindicatur. Quam ... In Academia Regiomontana, Placidae eruditorum discussioni submittunt Praeses M. Christianus Helwich, Domnav. Pruss. Et Respondens Heinr. Christoph. Hellwich / Reg. Pruss. In Auditorio Philosophico, Anno 1694. die [...] Junii, Regiomonti, Typis Reusnerianis, Königsberg, Univ., Diss., 1694.
- Der Lebens-Lauff, Des Hochwuerdigen Herrn Johann Philipp Pfeiffers, 1695.
- De Apoplexia, 1695. Digitalisat
- Missive von dem, Von undencklichen Jahren bekandten Numehro aber durch Göttliche Schickung abermals experimentirten und zu vielen Kranckheiten heylsambesundenen Schwefel- oder Gesund-Brunn zu Wersingave.